# Bolitoglossa cerroensis
Bolitoglossa cerroensis är en groddjursart som först beskrevs av Taylor 1952.  Bolitoglossa cerroensis ingår i släktet Bolitoglossa och familjen lunglösa salamandrar. IUCN kategoriserar arten globalt som livskraftig. Inga underarter finns listade.